# Aigle (distrikt)
District d'Aigle är ett av de tio distrikten i kantonen Vaud i Schweiz. 

## Indelning
Distriktet består av femton kommuner:
| Vapen          | Namn            | Invånare 2023-12-31 | Yta i km² |
| -------------- | --------------- | ------------------- | --------- |
| Aigle          | Aigle           | 11 412              | 16,41     |
| Bex            | Bex             | 8 567               | 96,57     |
| Chessel        | Chessel         | 521                 | 3,55      |
| Corbeyrier     | Corbeyrier      | 464                 | 22,00     |
| Gryon          | Gryon           | 1 508               | 15,22     |
| Lavey-Morcles  | Lavey-Morcles   | 1 022               | 14,20     |
| Leysin         | Leysin          | 3 715               | 18,57     |
| Noville        | Noville         | 1 180               | 10,39     |
| Ollon          | Ollon           | 8 159               | 59,56     |
| Ormont-Dessous | Ormont-Dessous  | 1 213               | 64,11     |
| Ormont-Dessus  | Ormont-Dessus   | 1 423               | 61,59     |
| Rennaz         | Rennaz          | 931                 | 2,19      |
| Roche          | Roche           | 1 949               | 6,45      |
| Villeneuve     | Villeneuve (VD) | 6 052               | 31,98     |
| Yvorne         | Yvorne          | 1 105               | 12,20     |

Samtliga kommuner i distriktet är franskspråkiga.